# 龙州镇 (龙州县)
龙州镇，是中华人民共和国广西壮族自治区崇左市龙州县下辖的一个乡镇级行政单位。

## 行政区划
龙州镇下辖以下地区：
康平社区、北门社区、新华社区、龙江社区、高祥社区、城东社区、利民社区、贯明村、百农村、岭南村、板门村、镇秀村、新民村、河屯村、自清村、塘巧村和东合村。